# Flourtown
Flourtown es un lugar designado por el censo (en inglés, census-designated place, CDP) ubicado en el condado de Montgomery, Pensilvania, Estados Unidos. Según el censo de 2020, tiene una población de 4786 habitantes.

## Geografía
La localidad está ubicada en las coordenadas 40°06′19″N 75°12′25″O / 40.10528, -75.20694 (40.1052, -75.206883).

## Demografía
Según el censo de 2000, en ese momento los ingresos medios de los hogares eran de $76,465 y los ingresos medios de las familias eran de $88,249. Los hombres tenían ingresos medios por $59,844 frente a los $42,472 que percibían las mujeres. Los ingresos per cápita para la localidad eran de $32,848. Alrededor del 1.8% de la población estaba por debajo de la línea de pobreza.
De acuerdo con la estimación 2017-2021 de la Oficina del Censo, los ingresos medios de los hogares son de $129,158 y los ingresos medios de las familias son de $148,194. Alrededor del 1.4% de la población está por debajo de la línea de pobreza.